# Castelletto Stura

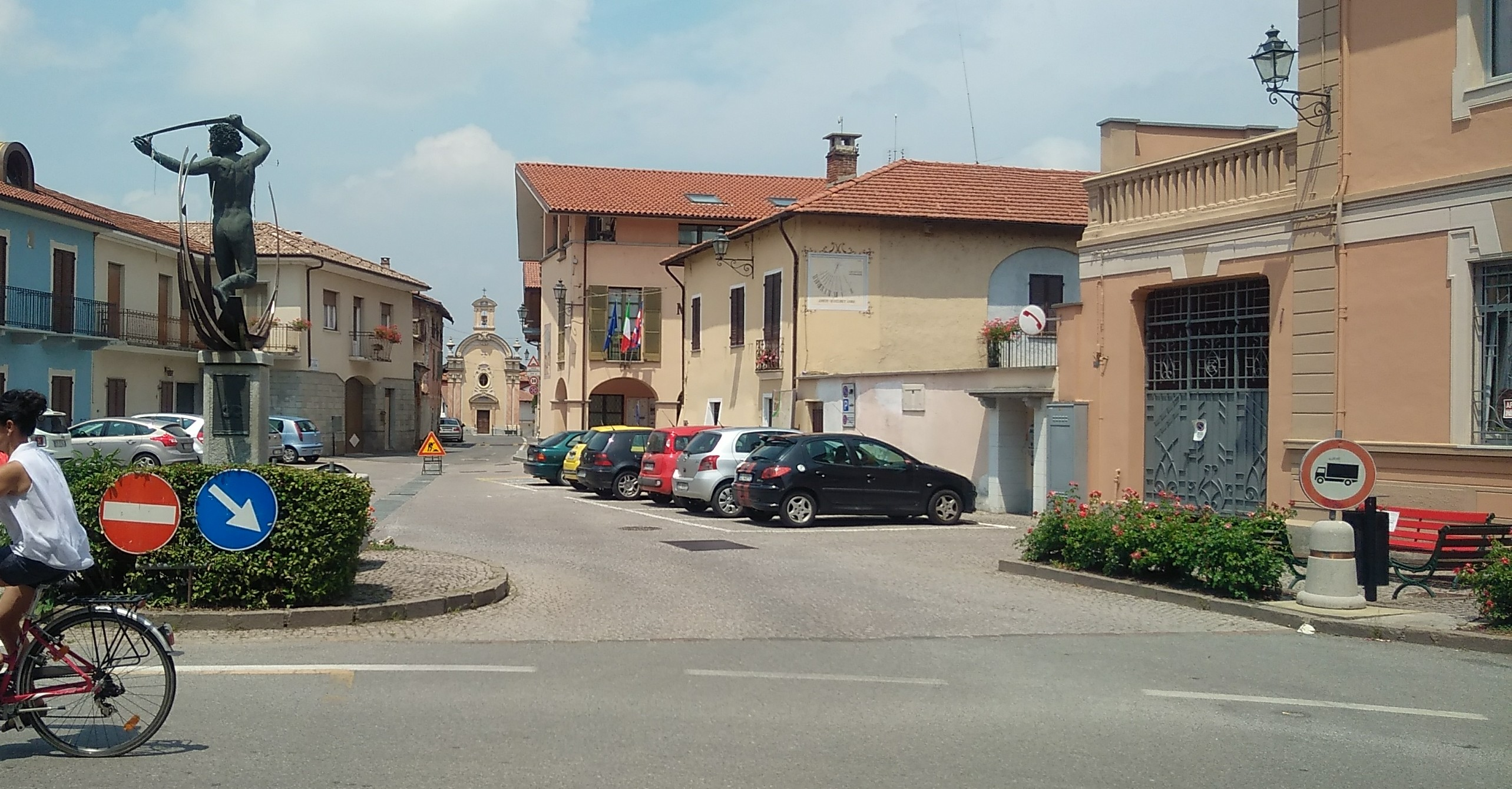
Ortsmitte

Castelletto Stura ist eine Gemeinde in der italienischen Provinz Cuneo (CN), Region Piemont.

## Lage und Einwohner
Castelletto Stura liegt 11 Straßenkilometer flussabwärts von der Provinzhauptstadt Cuneo entfernt an der Stura di Demonte. Zur Gemeinde gehören die drei Fraktionen (Frazioni) Motta, Riforano und Tetti Pesio. Das Gemeindegebiet umfasst eine Fläche von 17,13 km² und hat 1374 Einwohner (Stand 31. Dezember 2023). Die Gemeinde liegt an der Autostrada A33, die von Cuneo nach Asti führt.
Die Nachbargemeinden sind Centallo, Cuneo, Montanera und Morozzo.

## Geschichte
Der Ortsname, der in einem Dokument aus der ersten Hälfte des 13. Jahrhunderts in der Form „Castelletus Sturie“ vorkommt, setzt sich aus der Verkleinerungsform von „castle“ und dem Namen des nahegelegenen Flusses zusammen.
Es gibt nur wenige Informationen über die frühen Ereignisse des Dorfes und auch seine Ursprünge sind etwas ungewiss. Es scheint, dass es seit der Römerzeit Siedlungsstandort war, wie die zahlreichen  Funde, insbesondere Flussblöcke mit kurzen Inschriften, belegen. Spätere Zeugnisse über seine Ereignisse stammen aus dem Mittelalter und werden durch eine Vereinbarung zwischen Manfredo I. von Saluzzo und zwei Herren von Manzano dargestellt, während weitere Erwähnungen im Jahr 1238 in einer zwischen den Herren von Morozzo und den Mönchen der Kartause von Pesio geschlossenen Urkunde erscheinen. Von der Burg, die der Stadt ursprünglich ihren Namen gab, sind nur noch wenige Mauern in der Nähe der Sant’Anna gewidmeten Kapelle erhalten.
Bereits vor dem 14. Jahrhundert wurde es Teil des Bezirks Cuneo, von dessen Milizen es 1363 dem Erdboden gleichgemacht wurde. Die letzte urkundliche Erwähnung stammt aus dem Jahr 1430, als die Gemeinde Cuneo einigen Familien aus Priola die Erlaubnis zum Wiederaufbau erteilte.
Das wertvollste Element des historisch-architektonischen Erbes ist die Pfarrkirche. Bemerkenswert ist auch die Kapelle San Bernardo aus dem Ende des 15. Jahrhunderts, in deren Inneren sich ein interessanter Bilderzyklus befindet.